# Bill Maher

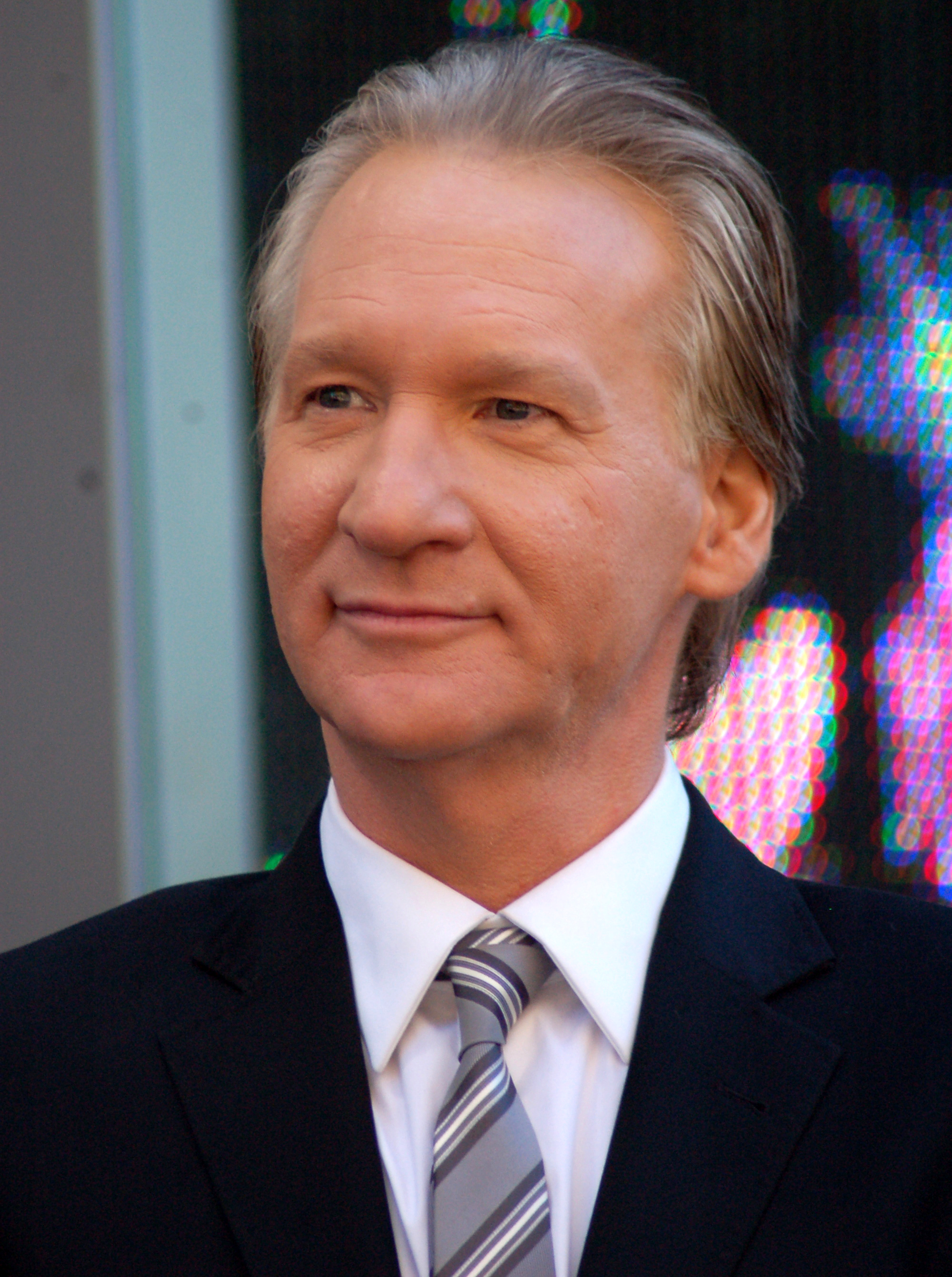
Bill Maher (2010)

William „Bill“ Maher, Jr. [mɑːɹ] (* 20. Januar 1956 in New York City) ist ein US-amerikanischer Stand-up-Comedian, Fernsehmoderator, Fernsehproduzent, Publizist, Schauspieler und Schriftsteller. Er moderierte die Late-Night-Talkshow Politically Incorrect auf den Sendern Comedy Central und ABC. Derzeit moderiert er die wöchentlich erscheinende Show Real Time with Bill Maher auf HBO. Mahers politische und soziokulturelle Kommentare decken ein weites Spektrum von Themen ab. Behandelte Themen sind unter anderem Bürokratie, Religionen, Feminismus, politische Korrektheit, Hollywood, die Massenmedien und Politprominenz.

## Leben
Maher wurde als Sohn einer jüdischen Mutter und eines katholischen Vaters geboren und wuchs in River Vale, New Jersey auf. Er machte seinen Schulabschluss an der Pascack Hills High School in Montvale, New Jersey, und erwarb 1978 einen Bachelor of Arts in Anglistik an der Cornell-Universität.
Maher begann seine Karriere als Stand-up-Comedian und tourt bis heute. Er moderierte 1979 im New York Comedy Club Catch a Rising Star. Dank Steve Allen trat er 1982 in den Fernsehshows von Johnny Carson und David Letterman auf.
Später wirkte er in verschiedenen Filmen mit und spielte vor allem komische Rollen. Seine erste Rolle hatte er im Film Die Chaotenclique (1983), später folgten Kannibalinnen im Avocado-Dschungel des Todes (1988) und Pizza Man (1991). Maher übernahm außerdem Gastrollen in diversen Fernsehserien, unter anderem Newhart, Mord ist ihr Hobby, Roseanne (als Erotikfotograf) und Eine schrecklich nette Familie.
Von 2009 bis 2011 war er mit Cara Santa Maria liiert.
Im September 2010 erhielt er auf dem Hollywood Walk of Fame den 2417. Stern.

## Politische Einflussnahme

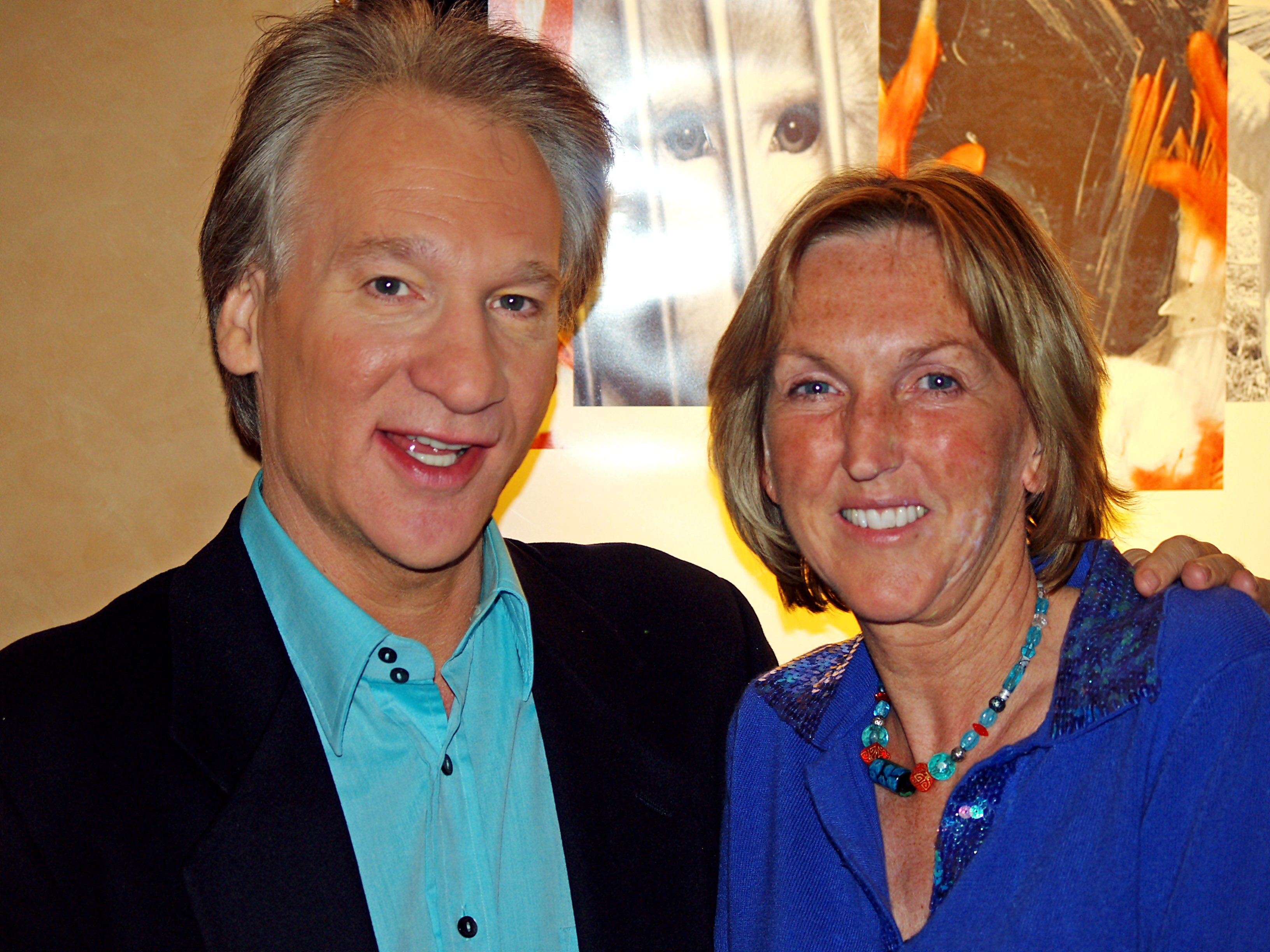
Maher und Ingrid Newkirk (eine PETA-Mitbegründerin)

Maher hatte schon im Wahlkampf 2000 Al Gore gegen George W. Bush unterstützt. Im Wahlkampf 2004 zur Wiederwahl von George W. Bush ging er so weit, in seiner Sendung zusammen mit Michael Moore den Kandidaten Ralph Nader wortwörtlich zu beknien, auf eine Kandidatur zu verzichten. Der Hintergrund war, dass Nader als linker Kandidat John Kerry Wählerstimmen wegnehmen und damit die Wiederwahl von Bush sichern würde. Nader ließ sich aber nicht erweichen.
Er ist Mitglied des Board of Directors der Tierrechtsorganisation PETA.
Nach Bekanntwerden des Missbrauchs einiger Jugendlicher durch katholische Priester im Jahr 2002 kritisierte er mehrfach die katholische Kirche scharf, da sie nicht entschieden hat, gegen diesen Missbrauch vorzugehen. In seiner Sendung im April 2008 nannte er die katholische Kirche die „Bear Stearns“ der organisierten Pädophilie.
Maher bezeichnet sich als Apatheisten und verurteilt Religion auf das Schärfste, da er darin einen Katalysator für Kriege und Fundamentalismus sieht. In seinem Film Religulous (2008) kritisiert er eine Vielzahl von Religionen und diskutiert mit einigen kontroversen Persönlichkeiten. Neben Yisroel Dovid Weiss, der durch seinen Besuch beim iranischen Präsidenten Mahmud Ahmadineschad für Aufsehen sorgte, tritt auch der niederländische Islamkritiker Geert Wilders auf, wobei Wilders im Film als „Hardliner“ bezeichnet wird.
Im Präsidentschaftswahlkampf 2012 spendete Maher 1 Million US-Dollar an das Super-PAC zur Unterstützung von Präsident Obama. Eine weitere Spende in Höhe von 1 Million US-Dollar tätigte er im August 2018, dieses Mal an einen Super-PAC zur Unterstützung der Demokraten beim Senatswahlkampf.
Ab 2018 sagte Maher mehrfach voraus, dass der damalige US-Präsident Donald Trump seinen Amtssitz nicht freiwillig verlassen werde, sollte dieser die Präsidentschaftswahl 2020 verlieren, was sich durch Trumps Wahlanfechtungen, die im Sturm auf das Kapitol in Washington 2021 gipfelten, bewahrheitete.

## Talkshowmoderator
Maher ist hauptsächlich als ehemaliger Moderator der Talkshow Politically Incorrect (politisch inkorrekt) bekannt, die anfänglich auf Comedy Central und dann auf ABC lief. ABC entschied sich 2002, Mahers Vertrag für Politically Incorrect nicht zu verlängern, nachdem Maher eine umstrittene Anmerkung in der Sendung gemacht hatte. Zusammen mit dem politischen Kolumnisten Dinesh D’Souza wies er die Aussagen von Präsident Bush und anderen zurück, die Terrorangriffe vom 11. September 2001 seien feige gewesen:

„Wir waren die Feiglinge, die Marschflugkörper aus 2000 Meilen Entfernung abgefeuert haben. Das ist feige. Im Flugzeug zu bleiben, bis es in das Gebäude einschlägt, sagen Sie darüber, was sie wollen, das ist nicht feige.“

Maher entschuldigte sich im Anschluss daran, die Show wurde dennoch am 16. Juni 2002 eingestellt. Sechs Tage später erhielt Maher den President’s Award (für den „Kampf für Redefreiheit“) vom Los Angeles Press Club. 2003 wurde Maher Moderator der Show Real Time with Bill Maher auf dem Bezahlsender HBO. Es ist eine politische Talkshow ähnlich wie Politically Incorrect, aber mit weniger Gästen. Im Jahr 2004 sagte Maher zu Terry Gross (in der Radiosendung Fresh Air auf NPR), dass er es genieße, ernsthafte und gut informierte Gäste zu haben, im Gegensatz zu dem Schaulaufen von Promis in Politically Incorrect.
Seit Mai 2005 schreibt er Beiträge für das Weblog The Huffington Post. Am 13. Januar 2006 war er Moderator von Larry King Live auf CNN.

## Trivia
Maher pflegt eine freundschaftliche Beziehung mit dem Family-Guy-Erfinder Seth MacFarlane, der auch in seiner Show Real Time with Bill Maher auftrat. Als Moderator seiner eigenen Show erscheint Maher als Gast-Star in der Family-Guy-Folge Brian schreibt einen Bestseller (Original: Brian Writes a Bestseller) zusammen mit Dana Gould und Arianna Huffington. Des Weiteren erscheint Maher, dieses Mal als Trickfilmfigur seiner selbst, in der Folge Bigfat.

## Fernsehen
- 1985: Sara
- 1987: Hard Knocks
- 1990: The Midnight Hour
- 1991: Charlie Hoover
- 1993: Eine schrecklich nette Familie (Staffel 7, Folge 17 "Du bist mein Herzblatt")
- 1994–2002: Politically Incorrect
- 2000: Bill Maher: Be More Cynical
- seit 2003: Real Time with Bill Maher
- 2003: Bill Maher: Victory Begins at Home
- 2005: I’m Swiss
- 2007: The Decider
- 2010: … but I’m not wrong
- 2012: Crazy Stupid Politics

## Filmografie (Auswahl)
- 1983: Die Chaotenclique (D.C. Cab)
- 1986: Rags to Riches
- 1986: Ratboy
- 1986: Club Med
- 1987: House II – Das Unerwartete (House II: The Second Story)
- 1988: Out of Time
- 1989: Kannibalinnen im Avocado-Dschungel des Todes (Cannibal Women in the Avocado Jungle of Death)
- 1991: Pizza Man
- 1992: Say What?
- 1996: Don’t Quit Your Day Job
- 1997: Bimbo Movie Bash
- 1999: EDtv
- 2001: Tomcats
- 2005: The Aristocrats
- 2008: Religulous
- 2008: Swing Vote – Die beste Wahl (Swing Vote)
- 2009: New Rules: Best Of
- 2010: Sex, Drugs & Religion
- 2012: Die Qual der Wahl (The Campaign)
- 2013: Iron Man 3
- 2014: The Interview
- 2014: A Million Ways to Die in the West